# リチャード・リーキー
リチャード・アースキン・フリーア・リーキー（Richard Erskine Frere Leakey FRS、1944年12月19日 - 2022年1月2日）は、ケニアの古人類学者、自然保護運動家、政治家である。主に考古学や野生動物保護に関するケニアの公職を多く務めた。ケニア国立博物館館長、ケニア野生生物公社総裁などを歴任し、NGO「ワイルドライフ・ダイレクト」を設立した。
リーキーは、人類学の教授を務めていたストーニーブルック大学との学術提携により、トゥルカナ盆地研究所を共同で設立し、亡くなるまでその所長を務めた。

## 若年期

### 幼少期
リーキーは、1944年12月19日に、当時イギリス領ケニア植民地のナイロビで生まれた。両親ともにイギリス系の古生物学者で、父はコリンドン博物館（現 ケニア国立博物館）の学芸員ルイス・リーキー、母はオルドヴァイのリーキー発掘調査の責任者のメアリー・リーキーである。幼少期のリーキーは、両親と2人の兄弟ジョナサン、フィリップとともにナイロビに住んでいた。リーキー兄弟は非常に活発な子供時代を過ごした。全員ポニーを飼っていて、ランガタ・ポニー・クラブに所属していた。休日にはクラブのメンバー全員がリーキーの家に滞在することもあった。リーキーの両親は東アフリカ・ダルメシアン・クラブを設立し、1957年に賞を獲得した。リーキー家では、犬やその他の動物を飼っていた。リーキー兄弟は、大人も子供も一緒になって行う狩猟に参加し、初期の人類を真似て、セレンゲティでトビウサギや小さなカモシカを手づかみで捕まえた。また、ライオンやジャッカルが獲物にとどめを刺そうとする所を追い払って、自分たちでとどめを刺せるかどうかを試した。
1956年、11歳のときに落馬して頭蓋骨を骨折し、瀕死の重傷を負った。この出来事が、両親の離婚の危機を救ったと言われている。この頃、父は離婚して秘書のロザリー・オズボーンと再婚することを真剣に考えていた。両親が家の中で言い争いをしていると、リーキーは病床から、父に出ていかないよう懇願した。その様子を見た父は、ロザリーと別れることを決意した。

### 10代の実業家
リーキーは自分で生活することを決め、両親から借りた500ポンドでランドローバーを購入し、ケニア人のカモヤ・キメウとともに狩猟用の罠や動物の骨を売るビジネスを始めた。リーキーは既に乗馬、アウトドア生活、自動車の整備、考古学、探検隊のリーダーとしてのスキルを身につけており、さらに骨の識別方法を学んだ。これらのスキルは、就きたくないと思っていた父と同じ古生物学者としての適正を示すものだった。
骨を売るビジネスは、1961年にサファリ・ビジネスに変わった。1962年には自家用飛行機の操縦免許を取得し、オルドヴァイ渓谷への遊覧飛行を開始した。思いつきで行ったナトロン湖への飛行調査で、この湖畔が古生物学の研究に適していることに気づいた。ランドローバーで湖畔へ化石を探しに行ったが、何も見つからなかった。そこで、両親がリーキーにグリン・アイザックを同行させたところ、化石を発見することができた。父ルイスは、彼らの発見に感銘を受け、ナショナル ジオグラフィック協会から受け取った資金を与え、1か月間の遠征をさせた。アイザックとキメウが湖の近くのペニンジ周辺を探検し、リーキーは事務処理を行っていた。それに飽きて一旦ナイロビに戻っている間に、キメウがアウストラロピテクス・ボイセイの化石を発見した。2回目の探検では、最も重要な科学的分析から除外されているような気がして、リーキーは不安になった。

### 結婚
1964年、2回目のナトロン湖探検で、リーキーはマーガレット・クロッパー(Margaret Cropper)という女性考古学者と出会った。マーガレットがイギリスに帰国した後、リーキーはマーガレットともっと親しくなるために、学位取得のための勉強を始めることにした。リーキーは半年で高校を卒業し、その間にマーガレットはエジンバラ大学で学位を取得した。リーキーは大学の入学試験に合格したが、1965年、これを辞退してマーガレットと結婚してケニアに戻ることにした。父ルイスは、リーキーに先史学・古生物学センターでの仕事を紹介した。リーキーはバリンゴ湖で発掘の仕事をしながら、写真家のためのサファリ・ビジネスを続け、ナイロビ郊外のカレンに家を買えるだけのお金を稼いだ。1969年に娘のアンナが生まれたが、同年にマーガレットと離婚した。1970年に同僚のミーヴ・エップスと結婚し、1972年にルイーズ、1974年にサミラという2人の娘が生まれた。

## 古生物学
1955年、リーキーは影響力のあるケニア人とともにケニア博物館協会を設立した。彼らはケニア国立博物館の「ケニア化」と改善を目指していた。彼らは、年間予算の3分の1にあたる5000ポンドを博物館に提供し、リーキーは理事会のオブザーバーに就任した。博物館を担当する政府の役人で協会のメンバーのジョエル・オジャルは、理事長にケニア人を配置するよう指示した。

### オモ川
博物館の計画の進行中、父ルイスは意図的かどうかは不明だが、対立する息子リチャードを博物館から排除しようとしていた。ルイスは、ケニアを訪問したエチオピア皇帝ハイレ・セラシエ1世とジョモ・ケニヤッタ大統領との昼食会に出席した。話題は化石のことになり、皇帝は、エチオピアで化石が発見されていないのはなぜなのかを知りたいと言った。ルイスはこの質問を発展させ、皇帝からエチオピアのオモ川での発掘を許可を得た。
調査隊は、カミーユ・アランブールが率いるフランス隊、フランシス・クラーク・ハウエルが率いるアメリカ隊、リチャードが率いるケニア隊の3つの部隊で構成されていた。ルイスは関節炎のため参加できなかった。1967年、リーキー隊がオモ川を渡っていたとき、ワニに襲われて木造のボートが破壊された。隊員たちは辛うじて命拾いをした。リチャードはルイスに無線でアルミ製の新しいボートを要請し、ナショナル ジオグラフィック協会がそれを提供した。
現地では、リーキー隊のカモヤ・キメウがヒト科動物の化石を発見した。リーキーはこれをホモ・エレクトスと同定したが、ルイスはホモ・サピエンス（ヒト）の骨だと主張した。この化石は、当時発見された種の中では最も古い16万年前のもので、初めて発見されたネアンデルタール人と同時期の化石だった。同定の過程で、リーキーは大学の男たちが自分を見下していると感じるようになった。

### クービ・ファーラ
1967年のオモ川探検の際、リーキーはナイロビを訪れたが、帰りの飛行機でパイロットは雷雨を避けるためにルドルフ湖（1975年にトゥルカナ湖に改称）の上空を飛行した。リーキーは地図からそこにあるのは火山岩だと判断していたが、実際には堆積物が見えた。リーキーはハウエルとともにヘリコプターで現地を再訪し、そこに古代人の道具や化石がいたるところにあるのを目にした。リーキーは新たな発掘計画の構想を練り始めた。
1968年、ルイスとリチャードは、ナショナル ジオグラフィック協会の研究・探検委員会に出席し、資金援助を依頼した。ところが、リチャードは、オモ川発掘のために提供される予定だった2万5千ドルを、彼が率いるクービ・ファーラでの新たな発掘に充てるよう委員会に要請し、ルイスを驚かせた。リチャードの計画が採用されたが、委員長のレナード・カーマイケルは、何も見つからなければ「二度と我々のドアの前に物乞いに来ないでくれ」と言ったという。ルイスは、計画が受け入れられたリチャードを祝福した。
その頃、国立博物館の理事会にはリチャードを支持するケニア人が集まっており、リチャードを事務局長に任命した。学芸員のロバート・カーカソンは抗議して辞任した。リーキーはこの博物館を自分の指揮下に置き、以前のルイスと同様に活動の拠点とした。ルイスとリチャードは、対抗意識や争いはあったが、関係は良好だった。どちらかが他のことで忙しくて手を離せないときは、もう片方が代理を務めた。リチャードはヒト科動物の発見をすぐに父ルイスに報告した。
クービ・ファーラの発掘の拠点が置かれたトゥルカナ湖のアリア湾への最初の探検では、リーキーは主に若い研究者を雇った。その中には、ジョン・ハリスやバーナード・ウッドもいた。また、カモヤは、地球化学者のポール・アベルや写真家のボブ・キャンベルなどのアフリカ人チームを率いていた。父ルイスとは対照的に、リチャードは規律正しく整然とした調査隊運営をしていたが、化石を見つけるために、隊員に無理をさせたこともあった。
1969年、パラントロプス・ボイセイの頭蓋骨が発見され、話題となった。1972年にホモ・ルドルフエンシスの頭蓋骨(KNM ER 1470)、1975年にホモ・エレクトスの頭蓋骨(KNM ER 3733)が発見され、これはリーキーの初期の探検における最も重要な発見となった。1978年にはホモ・エレクトスの無傷の頭蓋骨(KNM ER 3883)が発見された。
リーキーは1969年に末期の腎臓病と診断された。その10年後に重病を患ったが、弟のフィリップから腎臓移植を受けて完全に回復した。
1981年、ウォルター・クロンカイトが司会を務めるトーク番組"Cronkite's Universe"で、人類の進化についてリーキーと異なる見解を持っていたドナルド・ジョハンソンと討論会を行った。

### 西トゥルカナ

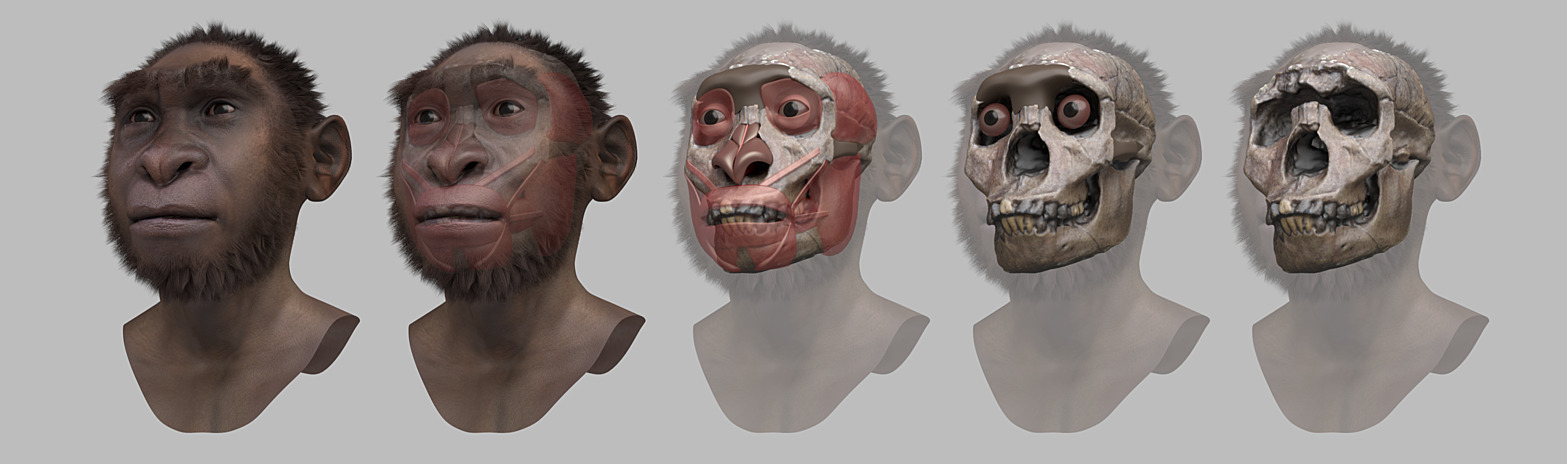
トゥルカナ・ボーイの顔の法医学的な復元のステップ

1984年、リーキーの同僚のカモヤ・キメウが、160万年前に9～12歳くらいで死んだホモ・エルガステル（リーキーはこれをホモ・エレクトスと同定している）のほぼ完全な骨格「トゥルカナ・ボーイ」を発見した。リーキーとロジャー・ルーインは、この発見とその解釈を、1992年の著書"Origins Reconsidered"として発表した。トゥルカナ・ボーイの発見から間もなく、リーキーらは新種パラントロプス・エチオピクスの頭蓋骨（KNM WT 17000、通称「ブラック・スカル」）を発見した。
リチャードは1989年に古生物学の研究から離れたが、妻のミーヴと娘のルイーズはケニア北部での古生物学的研究を続けている。

## 自然保護活動

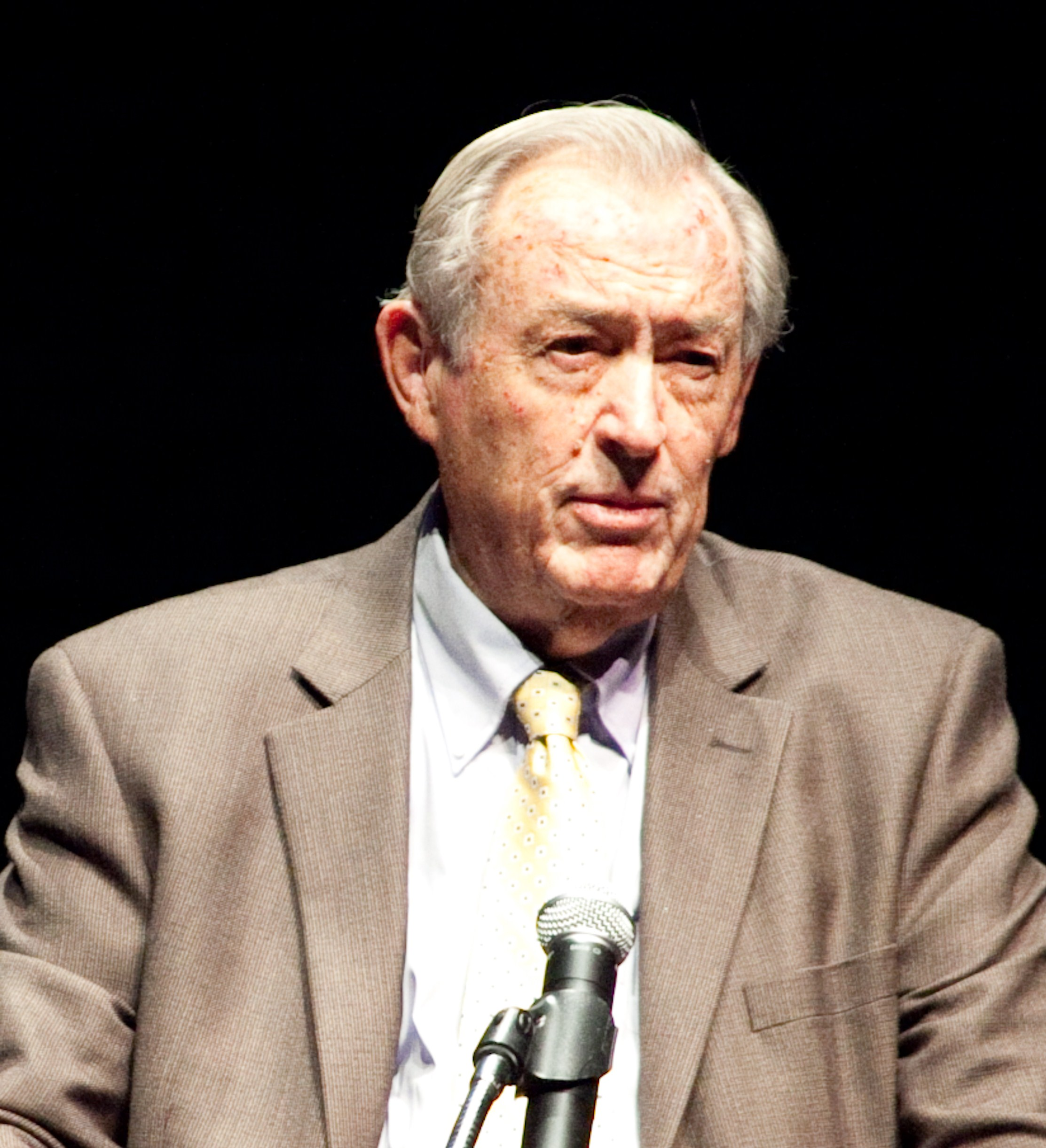
リーキー（2010年）

1989年、ダニエル・アラップ・モイ大統領はリーキーを野生動物保護管理局(WMCD)の長官に任命した。これは、象の密猟に対する国際的な反発を受けて設立されたものだった。同局は1990年にケニア野生生物公社(KWS)に改組され、リーキーはその初代総裁に就任した。リーキーは、武装した反密猟部隊を創設し、密猟者を見つけ次第射殺する権限を与えた。これにより、密猟者の数は劇的に減少した。世界銀行は、リーキーによるWMCDの改革に感銘を受け、1億4千万ドルの助成金を承認した。1989年、WMCDは押収した12トンの象牙をナイロビ国立公園で焼却処分し、国際ニュースでリーキーが紹介された。
リーキーは、自然公園における野生動物と人間の衝突という問題に対して対立的なアプローチをとったため、理解者を得ることができなかった。リーキーは、自然公園は自己完結型の生態系であり、フェンスで囲って人間を入れないようにしなければならないと考えていた。また、リーキーの大胆かつ清廉な性格は、多くの地方政治家の気分を害した。
1993年、リーキーの操縦する小型プロペラ機が墜落した。リーキーは下肢が潰れ、後に両足とも切断された。妨害工作が疑われたが、立証されなかった。リーキーは入院中、モイ大統領に「私のために祈るのではなく、ケニア野生生物局の懸案事項の処理をしてください」と言ったという。その後、リーキーは義足を使って歩けるようになった。その頃、ケニア政府は、秘密裏に行った調査により、ケニア野生生物局に汚職や杜撰な管理の証拠が見つかったと発表した。リーキーは業を煮やし、1994年1月の記者会見で総裁を辞任すると発表した。後任にはデビッド・ウェスタンが就任した。
リーキーは、ケニア野生生物局での経験を2001年の著書"Wildlife Wars: My Fight to Save Africa's Natural Treasures"にまとめた。
2016年、リーキーはパーフェクト・ワールド財団から、野生動物や自然保護に大きな関心を寄せた人物に授与されるパーフェクト・ワールド賞を受賞した。

## 政治

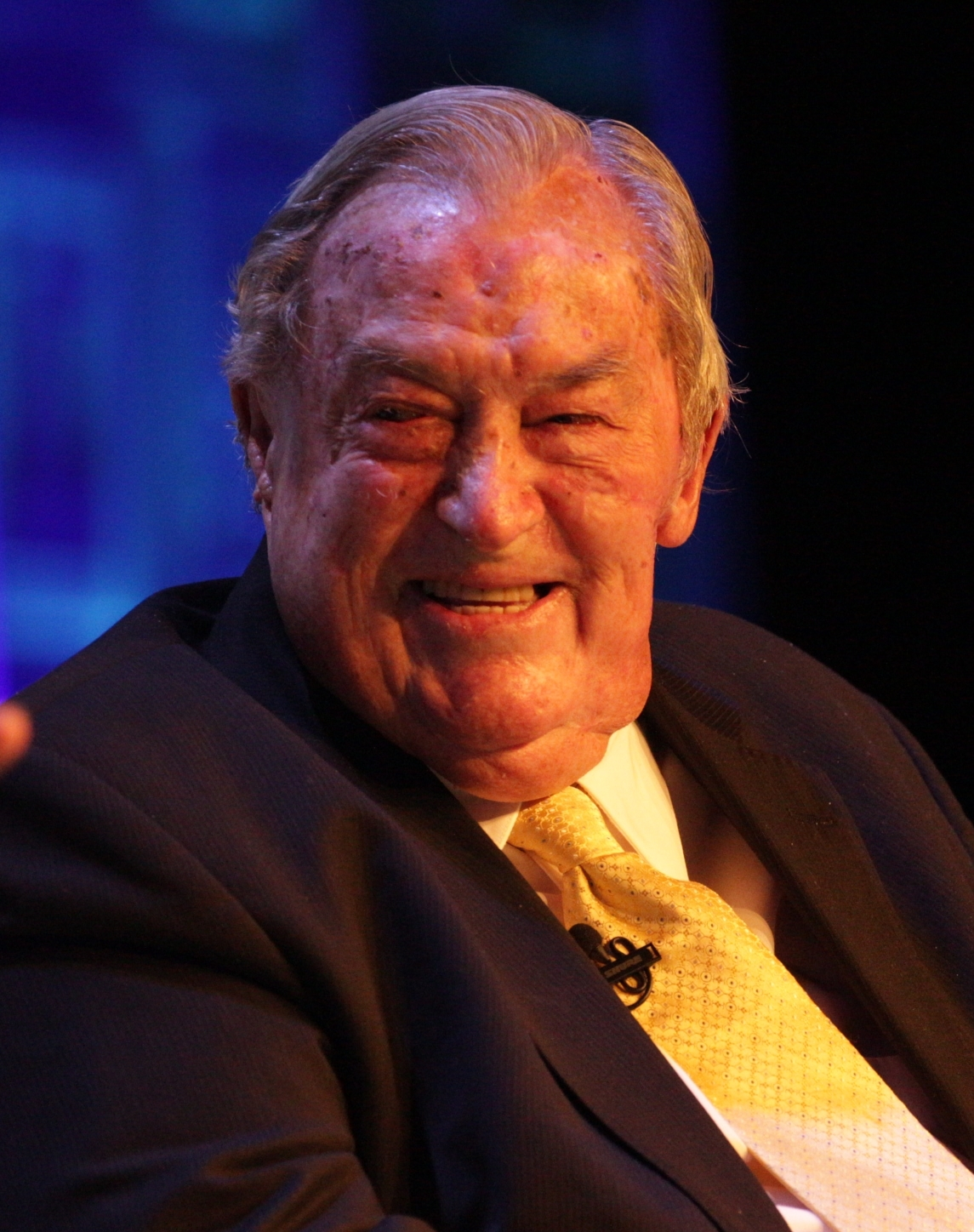
リーキー（2015年）

1995年5月、リーキーはケニアの知識人たちとともに、「サフィナ」という政党を発足させた。この言葉は、スワヒリ語で「箱舟」を意味する。サフィナは恒常的に嫌がらせを受け、正式な政党になるための申請も1997年にやっと承認された。
1997年、汚職の蔓延により、各国際援助機関はケニアへの援助を凍結した。援助機関からの支援を復活させるために、1999年、モイ大統領はリーキーを官房長官に任命した。リーキーは2万5千人の公務員を解雇し、国際通貨基金と世界銀行から2億5千万ポンドの資金を獲得した。しかし、資金が到着した後、リーキーは自分が隅に追いやられていることに気づき、彼の改革は法廷で阻害された。2001年には閣僚を解任された。

## 渡米
2002年、リーキーはアメリカに渡り、ニューヨークのストーニーブルック大学で人類学の教授に就任した。また、ストーニーブルック大学の学術提携によりトゥルカナ盆地研究所を設立し、その所長に就任した。
2004年、リーキーは、ケニアを拠点とする、NGO「ワイルドライフ・ダイレクト」を設立し、会長に就任した。この団体は、アフリカの自然保護活動家をブログを使って直接支援するために設立された。これにより、世界のどこにいる個人でも、貴重な生物種の生存の手助けをすることができる。2007年1月、コンゴ民主共和国のヴィルンガ国立公園に生息するマウンテンゴリラが反政府勢力の暴動によって絶滅の危機に瀕した際、同団体はその救出に大きな役割を果たした。
2007年4月、トランスペアレンシー・インターナショナルのケニア支部の臨時支部長に就任した。同年、王立協会フェローに選出され、アカデミー・オブ・アチーブメントのゴールデンプレート賞を受賞した。2013年6月、アメリカ人道主義協会のアイザック・アシモフ科学賞を受賞した。

## ケニアへの帰国

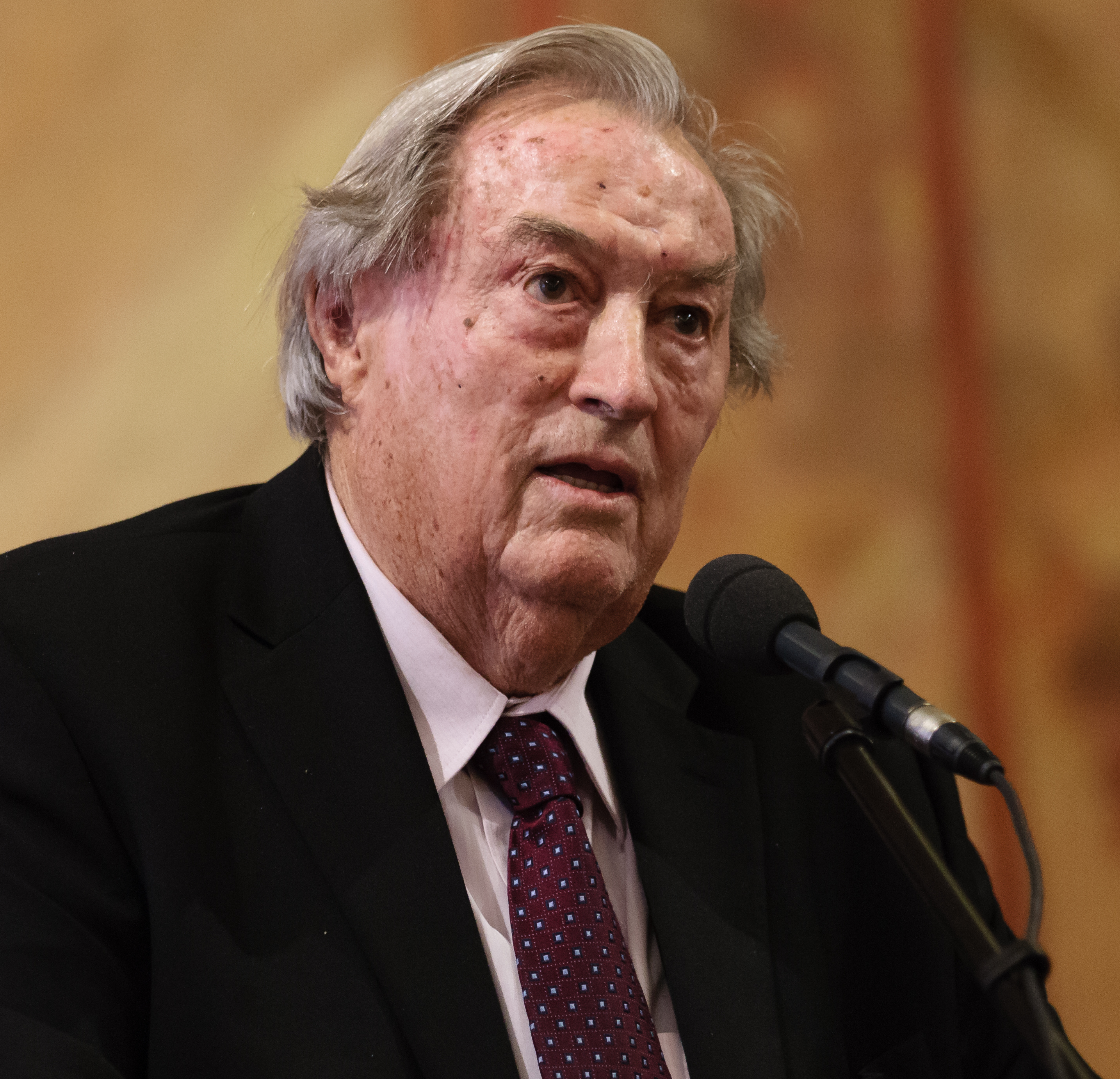
リーキー（2014年）

2015年、ウフル・ケニヤッタ大統領はリーキーをケニヤ野生生物公社(KWS)の議長に任命した。総裁ではなく議長だったが、リーキーはKWSの政策に積極的な役割を果たした。モンバサ・ナイロビ標準軌鉄道の延伸について、リーキーはナイロビ国立公園を高さ18メートルの高架橋で通るようにするよう仲介した。リーキーは、経済発展と環境保護を両立させる上で、この高架橋がアフリカの他の自然公園の模範になると考えた。しかし、ケニアの他の自然保護主義者たちは、国立公園内での鉄道建設に反対していた。
アンジェリーナ・ジョリーがリーキーの生涯を題材とした映画を監督することになり、2016年の初めにリーキーはこの映画の撮影がケニアで行われることに期待を示した。

## 私生活と死去
リーキーは、自分は無神論者であり、ヒューマニストであると述べている。
2022年1月2日、リーキーはナイロビ郊外の自宅で亡くなった。本人の遺志により、遺体は大地溝帯沿いの丘に埋葬された。

## 著作物
- Origins（ロジャー・ルーイン（英語版）との共著） (Dutton, 1977)
  - 日本語訳:『オリジン――人はどこから来てどこへ行くか』岩本光雄 訳、平凡社、1980年
- People of the Lake: Mankind and its Beginnings（ロジャー・ルーインとの共著）(Anchor Press/Doubleday, 1978)
- Making of Mankind (Penguin USA, 1981)
  - 日本語訳:『人類の起源』岩本光雄 訳、講談社、1985年
- One Life: An Autobiography (Salem House, 1983)
- Origins Reconsidered（ロジャー・ルーインとの共著）(Doubleday, 1992)
- The Origin of Humankind (Perseus Books Group, 1994)
  - 日本語訳:『ヒトはいつから人間になったか』馬場悠男 訳、草思社、1996年
- The Sixth Extinction（ロジャー・ルーインとの共著） (Bantam Dell Pub Group, 1995)
- Wildlife Wars: My Fight to Save Africa's Natural Treasures（ヴァージニア・モレル（英語版）との共著）(St. Martin's Press, 2001)
  - 日本語訳:『アフリカゾウを護る闘い――ケニア野生生物公社総裁日記』ケニアの大地を愛する会 訳、コモンズ、2005年